# Judit decapitando a Holofernes (Gentileschi, Nápoles)
Judit decapitando a Holofernes es un cuadro de la pintora italiana Artemisia Gentileschi. Fue ejecutado hacia 1612-1613. Se trata de una pintura al óleo sobre lienzo, que mide 158,8 cm de alto y 125,5 cm de ancho. Actualmente se conserva en el Museo de Capodimonte de Nápoles (Italia).
Este lienzo es una primera versión, pintada inmediatamente después del proceso por estupro, de la tela con idéntico tema que se conserva en la Galería de los Uffizi de Florencia, pintada cerca de ocho años más tarde, cambiando solo los colores de los vestidos de las mujeres y algunos otros detalles de escaso relieve.
Por la cercanía cronológica con el proceso, algunos historiadores de arte han querido ver, en la escena de terrible violencia el deseo de venganza respecto a la violación sufrida.
Es evidente en esta tela la influencia de Caravaggio. El cuadro evoca no solo la crudeza de la decapitación, sino la propia postura de la heroína bíblica, la Judit de Caravaggio en el Palacio Barberini, hasta el punto de que es difícil pensar que Artemisia no había tenido forma de conocer tal obra.